# Ejército del Noroeste (Rusia)

Brazalete del ejército del Noroeste

El Ejército del Noroeste fue una de las múltiples fuerzas antibolcheviques de la guerra civil rusa. Operó entre Estonia y Petrogrado, que trató de tomar sin éxito en el otoño de 1919. Quedó disuelto a finales de año. Su comandante fue el general Nikolái Yudénich.
Formado con el beneplácito de los Imperios Centrales, la rendición de estos en el otoño de 1918 hizo que el Ejército fuese finalmente abastecido y respaldado por la Triple Entente. Con una inestable alianza con el Gobierno estonio y sin lograr el respaldo del finlandés por desavenencias políticas, Yudénich lanzó, sin embargo, una ofensiva que en un mes le llevó a las puertas de la antigua capital rusa. Incapaz de doblegar las defensas levantadas a toda prisa por los soviéticos, que enviaron al propio Trotski a coordinarlas, Yudénich hubo de retirarse nuevamente hacia Estonia. Esta se negó a admitir a los restos de las fuerzas de Yudénich, que solamente lograron cruzar la frontera tras aceptar ser desarmadas e internadas; el Ejército del Noroeste quedó disuelto a finales de 1919.

## Formación y comienzos

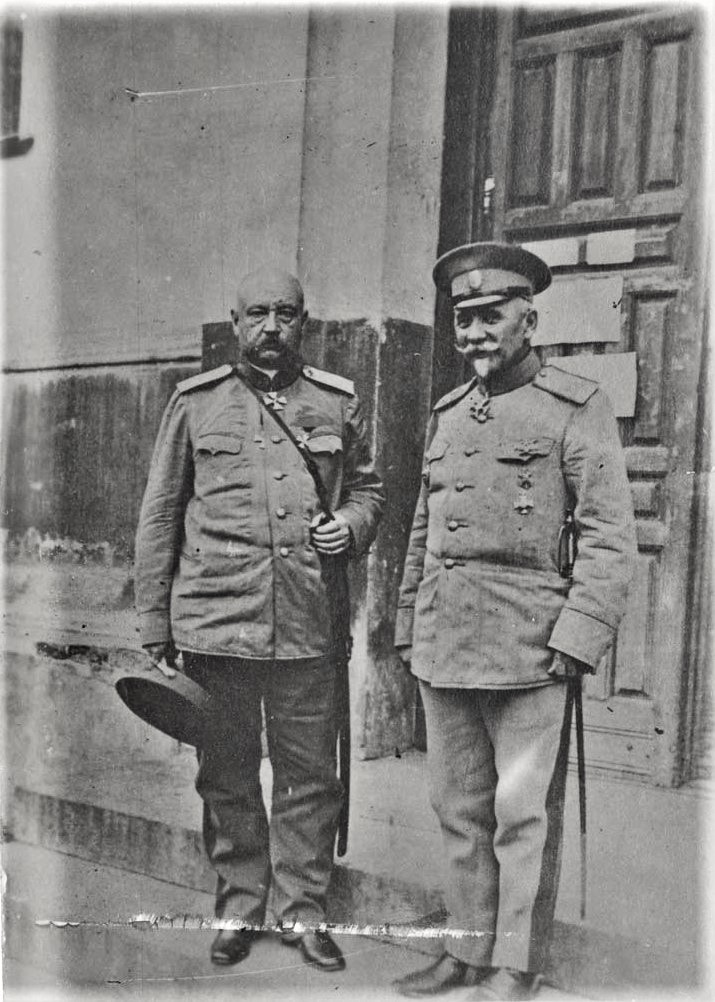
Nikolái Yudénich, izquierda, comandante del Ejército de Noroeste.

El origen del Ejército del Noroeste fueron los planes de cierto grupo de oficiales ultrarreaccionarios de Petrogrado que, en el verano de 1918, concibieron la creación de una fuerza en el territorio controlado por Alemania y con apoyo germano para enfrentarse a los bolcheviques. Los alemanes aprobaron el plan, que debía permitirles trasladar parte de sus tropas al frente occidental y contar con un nuevo régimen afín en la antigua capital rusa.
El Ejército se había formado el 10 de octubre de 1918 finalmente en la ciudad de Pskov, con el nombre de «Cuerpo Septentrional», poco antes de la retirada alemana y contaba con unos seis mil efectivos, un cuarto de ellos oficiales del ejército zarista. Lo formaban reclutas locales, oficiales fugados de Petrogrado y prisioneros de guerra liberados por los alemanes.
Los alemanes habían prometido numeroso equipamiento para la nueva fuerza, pero, al no llegar éste por el armisticio alemán, el Ejército se encontró en dificultades, mal provisto de armamento y abastos. Mal dirigido y escaso de suministros, hubo de retirarse precipitadamente a Estonia a finales de noviembre. El Gobierno estonio, en dificultades ante el avance bolchevique, aceptó acoger a la fuerza de Yudénich en su territorio y abastecerla a cambio de que pasase bajo su control, a pesar de la diferencia ideológica entre los independentistas de Tallin y los ultranacionalistas rusos que mandaban el Ejército.
El Ejército de Noroeste defendió, junto con el Ejército estonio y las fuerzas contrarrevolucionarias finlandesas de Carl Gustaf Emil Mannerheim, la nueva capital de Estonia, Tallin ante el avance de las fuerzas bolcheviques, que habían tomado gran parte de Letonia y Lituania a comienzos de 1919. Los estonios, con la ayuda de los rusos de Yudénich, lograron detener el avance soviético y tomar el control del norte de Letonia.
Al menos seis antiguos generales zaristas se disputaban el mando efectivo de las tropas, que recayó finalmente en Aleksandr Rodzianko, gran jinete, pero pobre estratega. Rodzianko logró, no obstante, mantener con dificultad la cohesión de la organización y mejorar las relaciones con las autoridades estonias y lanzar una ofensiva conjunta contra los bolcheviques a partir del 13 de mayo de 1919, que llevó a la toma de Pskov y Iamburg el mismo mes de mayo de 1919.
El avance de Rodzianko puso a cerca de medio millón de habitantes bajo el gobierno de Yudénich, exiliado en Helsinki. La administración de este, sin embargo, fue nefasta, y los subordinados de Rodzianko desencadenaron una ola de terror contra los sospechosos de favorecer a los bolcheviques y contra la población judía en general. Yudénich, zarista y opuesto a los cambios producidos tras las revoluciones de 1917, mantuvo su oposición a tratar cuestiones políticas, común a otros movimientos blancos, tratando de centrarse únicamente en las campañas militares. Su gobierno, la «Junta Política», poco más que una fachada para contentar a la Triple Entente, no se había formado para gobernar el país, sino para facilitar la conquista militar del mismo, pues carecía de un programa de reformas que pudiese ganarse el apoyo de la población.

## Preparativos del avance sobre Petrogrado

### Negociaciones con Finlandia

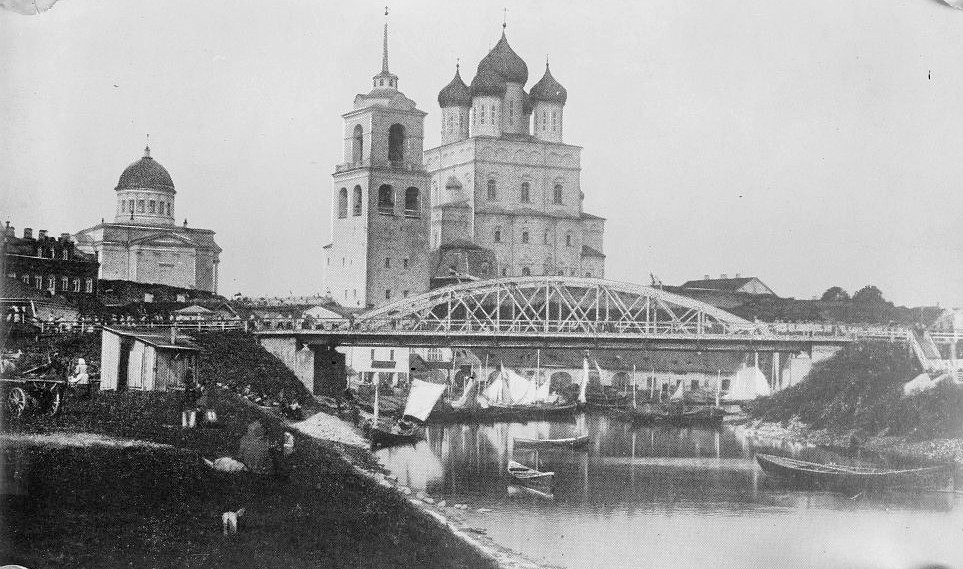
Pskov, ciudad donde se formó el Ejército de Noroeste y que cambió de manos en varias ocasiones en los combates entre este y las fuerzas de Lenin.

Convencido de la necesidad de la cooperación finlandesa para lograr la toma de Petrogrado a pesar de su desagrado hacia los nacionalistas finlandeses, Yudénich se comprometió a reconocer su independencia tras la guerra, pero Aleksandr Kolchak, al que Yudénich había reconocido como autoridad suprema en mayo, se negó a aceptar tal concesión. El gran ejército finlandés, con más de cien mil hombres en los alrededores del lago Ladoga, era la principal preocupación de las autoridades bolcheviques de Petrogrado, pero la intransigencia de los generales blancos les privó de su apoyo. Mannerheim, incapaz de lograr el reconocimiento de Yudénich y sus superiores de la independencia finlandesa y las concesiones territoriales que exigía, negó su apoyo a los mismos y prohibió que sus unidades operasen en su territorio. La Triple Entente, reunida en París el 7 de julio de 1919, decidió no respaldar la participación finlandesa y no conceder la ayuda en armamento y dinero que Mannerheim había exigido como parte de sus condiciones para participar en la ofensiva de Yudénich. Yudénich no tuvo otra opción que tratar de alcanzar Petrogrado desde el sur, una ruta mucho más larga.

### Estado de las fuerzas de Yudénich
A mediados de julio Yudénich contaba con unos veintiún mil hombres y setenta cañones, pero sus fuerzas tenían escasos pertrechos. El 2 de agosto de 1919 llegó, sin embargo, el primer envío de ayuda británica, que palió temporalmente el problema. Los británicos no se limitaron a abastecer a las fuerzas de Yudénich, sino que el 8 de agosto su representante en la zona, el teniente general Hubert Gough, se trasladó a Tallin y reunió en un buque británico a los representantes aliados locales y al Gobierno estonio, al que solicitó ayuda para Yudénich, a pesar de las sospechas de los estonios sobre ultranacionalismo de este y sus lugartenientes. A pesar de tener que enfrentarse a las fuerzas ligeramente superiores del 7.º Ejército soviético en caso de atacar Petrogrado y de que tal avance podía ofrecer un débil flanco derecho al 11.er Ejército algo más al sur, los británicos apoyaron la idea del ataque contra la antigua capital y prometieron amplia cooperación de su Armada, que finalmente no se produjo.
A finales de julio Yudénich se trasladó a Narva para dirigir en persona la preparación de las unidades que debían marchar sobre la antigua capital rusa. A pesar de tratar de aumentar el número de tropas mediante levas, estas fueron poco efectivas, contando el Ejército con poco más de dieciséis mil hombres a finales de agosto de 1919, en su mayoría antiguos prisioneros de guerra liberados por los alemanes y desertores de las fuerzas bolcheviques.
El 5 de agosto de 1919, las fuerzas de Yudénich sufrieron un revés temporal con la pérdida de Iamburg, que fue capturada por los refuerzos bolcheviques enviados para defender Petrogrado a petición de Stalin.

### Negociaciones con Estonia
Tres días más tarde, los soviéticos declararon su disposición a reconocer la independencia estonia y no penetrar en su territorio a cambio de su evacuación de territorio ruso, lo que debilitó la posición de Yudénich, que no solamente fue incapaz de prometer claramente aceptar la independencia estonia, sino que pidió el mando del Ejército estonio. El 10 de agosto, los mandos militares británicos impusieron un acuerdo entre Yudénich y las autoridades estonias que, sin embargo, Kolchak se apresuró a rechazar y fue mal visto por el Foreign Office. Para lograr el acuerdo los representantes británicos habían forzado a los rusos a formar a toda prisa un nuevo Gobierno que aceptase las condiciones estonias. A mediados de agosto, las noticias sobre las acciones de los británicos en el Báltico comenzaron a llegar a París, para disgusto de su Gobierno, que rechazó las acciones de Gough y sus subordinados y hubo de enfrentarse a una petición formal de reconocimiento del Gobierno estonio para que este aceptase finalmente participar en el ataque a Petrogrado, desconfiando de las promesas rusas. El Gobierno de Londres rechazó reconocer al nuevo Gobierno de Yudénich o al estonio y relevó a sus representantes en el Báltico. El 20 de agosto, dada la imposibilidad de obtener el apoyo de Kolchak para la medida, la Triple Entente reunida en París declinó también reconocer la independencia estonia. El propio Yudénich acabó expresando su desagrado por la acción de los representantes británicos el 30 de agosto y renegando de las promesas de reconocimiento de la independencia estonia de su nuevo Gobierno. Al día siguiente, los soviéticos presentaron a los estonios una propuesta formal de paz, extendida al resto de Gobiernos de la región el 14 de septiembre. Al día siguiente, todos ellos acordaron comenzar las conversaciones con el Gobierno soviético. La Triple Entente trató de convencer a los bálticos de abandonar las negociaciones de paz, pero sin ofrecer más que consejo a cambio. Los Gobiernos bálticos respondieron exigiendo el reconocimiento Aliado y ruso de su independencia, ayuda financiera y militar. Ninguno aceptó estas condiciones. Ante la falta de ayuda Aliada y de reconocimiento, los Gobiernos de la región indicaron a Moscú su disposición a comenzar las conversaciones de paz el 25 de octubre en Dorpat. La decisión estonia hizo que los británicos comenzasen a considerar la ofensiva contra Petrogrado inútil y a recomendar el 3 de octubre el traslado de las fuerzas de Yudénich al sur para reforzar a Anton Denikin. Para entonces, sin embargo, Yudénich ya había comenzado su avance hacia Petrogrado.
El general británico Frank G. Marsh, que había sido el artífice del acuerdo forzoso entre estonios y rusos y había obligado a la formación del nuevo Gobierno de Yudénich, trató, nuevamente contra las directrices de su Gobierno y de la Triple Entente en general, de lograr la colaboración de Pavel Bermondt-Avalov y su Ejército de Rusia Occidental con las unidades de Yudénich, infructuosamente.

### Escaramuzas del verano
El 18 de agosto, unos torpederos británicos hundían dos grandes buques de guerra soviéticos, un destructor y un buque de abastecimiento de submarinos, impidiendo su uso para bombardear a las tropas de Yudénich que debían avanzar por la costa hacia Petrogrado, a pesar de no hallarse oficialmente en guerra contra el gobierno de Lenin. El mismo día, bombardeaban Kronstadt, uno de los varios ataques a unidades soviéticas del verano en el Báltico, donde el 18 de junio ya habían hundido un crucero soviético.
Por su parte, los bolcheviques tomaron Pskov el 8 de septiembre, lo que dejó a Yudénich sin bases en territorio ruso y a merced de los estonios.

## Campaña contra Petrogrado

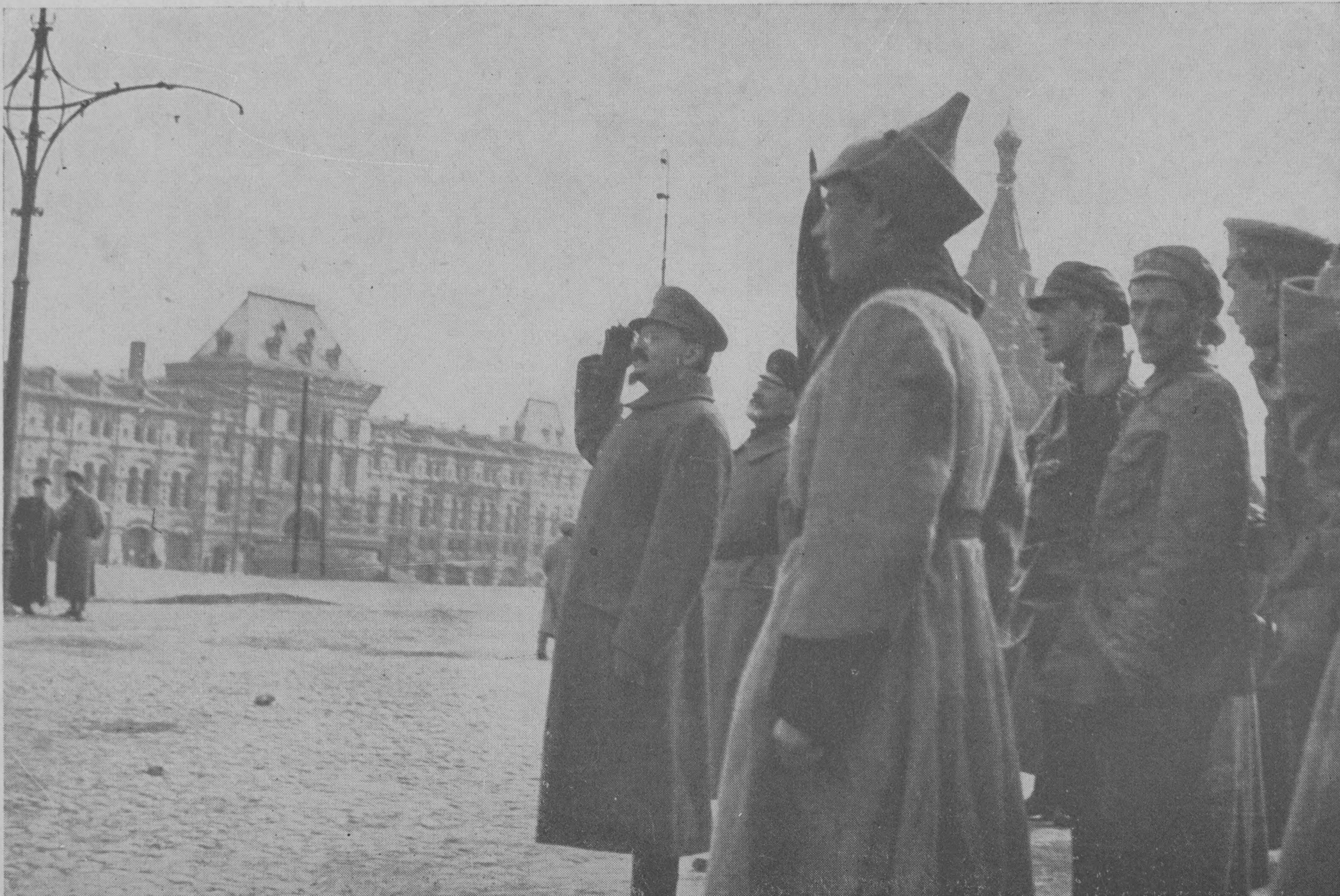
Trotski, pasando revista a las tropas. Enviado con urgencia a Petrogrado, coordinó la defensa y logró evitar la toma de la ciudad por las unidades de Nikolái Yudénich.

Las unidades de Yudénich, unos diecisiete mil hombres, cincuenta y siete cañones pesados y setecientos ligeros y dos trenes blindados además de seis tanques británicos con operarios británicos, comenzaron su ofensiva contra Petrogrado el 28 de septiembre logrando notables victorias, como la toma de Luga, que cortó la comunicación ferroviaria entre Petrogrado y Pskov. La situación del 7.º Ejército, desperdigado en un frente demasiado amplio, confiado en que las conversaciones de paz con Estonia excluían la posibilidad de combates en el sector y con tropas de escasa calidad, favoreció el avance de Yudénich. El jefe del Estado Mayor de la unidad, el coronel Lundquist, comunicaba además a las tropas de Yudénich los puntos débiles de las defensas soviéticas y la disposición de las unidades militares.
A pesar de las continuas deserciones, que habían comenzado en cuanto las unidades entraron en territorio ruso, sus tropas capturaron nuevamente Iamburg el 11 de octubre. Durante los combates para tomar esta localidad, sin embargo, quedó destruido el puente sobre el Luga, lo que dificultó el avance de los trenes y tanques de Yudénich.

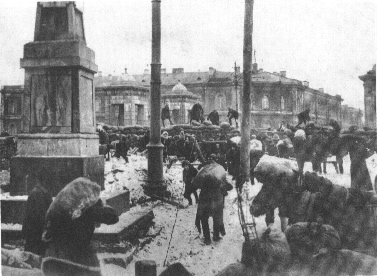
Construcción de barricadas en Petrogrado para defender la ciudad contra las fuerzas de Yudénich.

El 17 de octubre, caía Gatchina, centro ferroviario hacia la antigua capital. El mismo día, gracias al apoyo de la artillería naval británica, otras unidades se acercaban a la fortaleza de Krasnaya Gorka, aún más cerca de Petrogrado. Cuatro días más tarde tomaron los altos de Pulkovo, que dominaban Petrogrado. El 7.º Ejército Rojo, con unos 25 500 soldados y encargado de la defensa de la ciudad se hallaba muy desmoralizado, y su comandante desertó a Yudénich.
Convencida de la próxima toma de la ciudad, la 3.ª División de Yudénich cometió el error de marchar contra la urbe sin cortar la línea férrea que la unía a Moscú, a pesar de tener órdenes de hacerlo para privar a la ciudad de refuerzos. León Trotski, enviado a toda prisa a coordinar la defensa de la ciudad —Lenin se mostró partidario de abandonarla antes que debilitar el frente sur contra Denikin— el 16 de octubre, utilizó este ferrocarril para transportar refuerzos y abastos a la misma. Trotski, opuesto a la evacuación de Petrogrado como sopesaban algunos bolcheviques, formó brigadas de trabajadores que levantaron pronto una gran línea de defensa que las unidades de Yudénich no lograron penetrar. Los defensores de la ciudad contaban con unos cien mil hombres contra los quince mil atacantes, pero tenían escaso armamento para oponerse al avance de los tanques de Yudénich.
El 21 de octubre, el avance del Ejército del Noroeste se había detenido. Esa misma noche, los bolcheviques retomaban las colinas de Pulkovo y Tsárskoye Seló. Yudénich carecía de reservas para lanzar un contraataque y hubo de retirarse precipitadamente. Un nuevo intento de lograr el auxilio finlandés había sido firmemente rechazado por el nuevo Gobierno de Helsinki, lo que privó a Yudénich de la ayuda necesaria para sostener el cerco y tomar la ciudad.
Ampliamente reforzados, el 7.º y 15.º ejércitos rojos atacaron desde el este y el sur a las fuerzas de Yudénich y las expulsaron de Gatchina el 3 de noviembre. Luga caía en sus manos cuatro días más tarde y el aniversario de la Revolución de Octubre (7 de noviembre de 1919) se unían ambas fuerzas a las puertas de Iamburg, que capturaron en 14 de noviembre. A mediados de mes, los restos del Ejército de Noroeste, muy debilitados por una epidemia de tifus, se encontraban arrinconados contra la frontera estonia, que las autoridades del país se negaban a dejarles cruzar sin desarmarlos, a pesar de las peticiones reiteradas de Yudénich. El 25 de noviembre, los mandos militares británicos comunicaban a Londres que, a efectos prácticos, el Ejército había dejado de existir. Los soviéticos, a pesar de los deseos de Trotski de perseguir a Yudénich en territorio estonio, detuvieron su persecución en la frontera y exigieron únicamente el desarme e internamiento de las tropas enemigas.

## Retirada y disolución
Ante la desesperada situación de los soldados y los refugiados que les acompañaban, las unidades fueron desarmadas para poder ingresar en Estonia; el Ejército y el gobierno de Yudénich quedaron disueltos oficialmente el 5 de diciembre. Estonia firmó un armisticio con los soviéticos el 31 de diciembre, seguido de un tratado de paz el 2 de febrero de 1920.
Protegido por los británicos, Yudénich abandonó Tallin hacia el exilio a comienzos de 1920, dejando atrás a cerca de diez mil soldados y veinte mil refugiados en condiciones espantosas. Trotski, por su parte, recibió la Orden de la Bandera Roja —la más alta condecoración militar soviética— por su participación en la defensa de Petrogrado.